# Ivan Sergeevič Turgenev
Ivan Sergeevič Turgenev (in russo: Иван Сергеевич Тургенев, AFI: [ɪˈvan sʲɪrˈɡʲeɪvʲɪtɕ turˈɡʲenʲɪf] ; Orël, 9 novembre 1818 – Bougival, 3 settembre 1883) è stato uno scrittore e drammaturgo russo.
Il suo romanzo Padri e figli è considerato uno dei capolavori della narrativa del XIX secolo per la sua analisi della struttura familiare russa della sua epoca e dei rapporti interpersonali al suo interno.

## Biografia
Turgenev nacque in un'antica ed agiata famiglia di Orël, nell'omonima provincia russa. Suo padre, Sergej Nikolaevič, colonnello in un reggimento di cavalleria degli ussari, morì quando Ivan aveva sedici anni, lasciandolo, insieme al fratello Nikolaj, alle cure della madre Varvara Petrovna Lutovinova, donna severa ed inflessibile, ricca proprietaria di terreni con molti servi della gleba. Dopo aver frequentato i corsi scolastici tipici per ragazzi della sua estrazione sociale, Turgenev studiò per un anno all'Università di Mosca, ed in seguito in quella di San Pietroburgo, specializzandosi in studi classici, letteratura russa e filologia. Infine, nel 1838, fu mandato all'Università di Berlino a studiare filosofia (soprattutto Hegel) e storia. Qui Turgenev fu colpito dalla constatazione di quanto la società dell'Europa occidentale fosse più moderna di quella russa, tanto che, al suo ritorno in patria, si distinse per le idee "filo-occidentali", contrapposte a quelle "slavofile", essendo convinto che la Russia poteva progredire imitando l'Occidente, ed abolendo istituzioni ormai superate dai tempi, prima fra tutte la servitù della gleba.
Uno dei servi di famiglia un giorno gli lesse alcuni versi del Rossiad di Michail Matveevič Cheraskov, famoso poeta del XVIII secolo. I primi lavori letterari di Turgenev dimostrarono il suo genio, e furono favorevolmente accolti da Belinskij, all'epoca il più influente critico letterario russo. Negli ultimi anni della sua vita Turgenev risiedette raramente in Russia, preferendo Baden-Baden o Parigi, spesso seguendo la famiglia della famosa cantante Pauline García-Viardot, con cui ebbe una lunghissima relazione sentimentale. Turgenev non si sposò mai, ma ebbe una figlia da una sua domestica. Di corporatura alta e imponente, era tuttavia persona riservata e timida di carattere. Il letterato con cui ebbe i più stretti legami di amicizia fu Gustave Flaubert. Nel 1857, a Baden-Baden, salvò Tolstoj – che aveva perso tutto al gioco d'azzardo – concedendogli un prestito per tornare in patria; inoltre trasse da identici impacci Dostoevskij. Turgenev ebbe l'occasione di visitare anche l'Inghilterra, dove, nel 1879 ricevette la laurea ad honorem in legge dall'Università di Oxford. Morì a Bougival, vicino a Parigi, il 3 settembre 1883, a causa di un ascesso spinale, complicazione di un liposarcoma metastatico.

### Carriera letteraria
Turgenev divenne celebre con Bozzetti di un cacciatore (Записки охотника), note anche con il titolo di Memorie di un cacciatore. Basato sulle osservazioni fatte dallo stesso autore durante le battute di caccia agli uccelli ed alle lepri nella tenuta materna di Spasskoe, l'opera fu pubblicata in forma unitaria nel 1852. Sempre nel 1852, fra questa opera e le prime importanti novelle, scrisse sulla Gazzetta di San Pietroburgo il celebre necrologio in onore del suo idolo Gogol'. Il passaggio chiave di questa commemorazione recita:
La censura di San Pietroburgo non approvò una simile forma di idolatria, e ne proibì la pubblicazione, ma Turgenev ebbe l'ardire di pubblicare ugualmente il necrologio, rimediandone una condanna ad un mese di carcere, seguito da due anni di esilio forzato. La sua opera successiva fu Un nido di nobili (Дворянское гнездо) nel 1859, seguito, l'anno successivo, da Alla vigilia (sottinteso: "della riforma") (Накануне), un racconto che contiene uno dei suoi personaggi femminili meglio riusciti, Elena. Questo racconto, con il personaggio del rivoluzionario bulgaro Dmitri, dovette apparire molto anticonformista e politicamente eccitante ai lettori contemporanei. Questi due romanzi, uniti al primo (Rudin, del 1857), prendono di mira "l'uomo superfluo", come l'autore lo definì, cioè l'idealista buono solo a parole ma nella pratica debole e inetto.
È del 1862 Padri e figli (Отцы и дети), il capolavoro di Turgenev, romanzo costruito in modo esemplare, in cui l'autore descrive in modo estremamente efficace il primo diffondersi delle idee rivoluzionarie in Russia. Il personaggio principale del romanzo, Bazarov, è considerato da molti come una delle creazioni meglio riuscite della narrativa dell'Ottocento, anche se i critici russi contemporanei non apprezzarono Padri e figli come avrebbe meritato. In particolare le aspre critiche, specialmente da parte dei giovani radicali, delusero profondamente Turgenev, al punto che negli anni immediatamente successivi alla pubblicazione la sua attività si ridusse al minimo.
Gli ultimi romanzi di Turgenev, con la loro lingua antiquata e la loro pomposità, sono considerati inferiori alle sue opere precedenti. Fumo (Дым) fu pubblicato nel 1867 e il suo ultimo lavoro di una certa lunghezza, Terra vergine (Новь), fu pubblicato nel 1877. A parte queste sue opere più lunghe, ne furono composte molte più brevi, alcune di grande bellezza e piene di una sottile analisi psicologica, come Acque di primavera (Вешние воды), Primo amore (Первая любовь), Asja (Ася) e altri. Questi scritti furono in seguito raccolti in tre volumi. Le sue ultime opere furono Poemi in prosa e Klara Milič. Turgenev è considerato uno dei grandi romanzieri vittoriani, paragonato a Thackeray, Hawthorne e Henry James, anche se il suo stile era molto diverso da questi scrittori inglesi e americani. Turgenev è stato anche spesso paragonato ai suoi contemporanei russi, Tolstoj e Dostoevskij, che scrissero romanzi sugli stessi temi.
Buon amico di Prosper Mérimée di lui quest'ultimo diceva come fosse un «osservatore fine, esatto fino alla minuziosità, pensa e presenta i suoi personaggi da scrittore e poeta a un tempo, (...)»

## Opere (selezione)

### Romanzi
- 1857 - Rudin (Рудин)
- 1859 - Un nido di nobili (Дворянское Гнездо, Dvorjanskoe Gnezdo)
- 1860 - Alla vigilia (Накануне, Nakanune)
- 1862 - Padri e figli (Отцы и Дети, Otcy i Deti)
- 1867 - Fumo (Дым, Dym)
- 1877 - Terra vergine (Новь, Nov')

### Racconti
- 1844 - Andrej Kolosov (Андрей Колосов)
- 1846-47 - Lo spadaccino (Бретёр, Bretër)
- 1850 - Diario di un uomo superfluo (Дневник Лишнего Человека, Dnevnik Lišnego Čeloveka)
- 1852 - Mumu (Муму, Mumu)
- 1855 - Jakov Pasynkov (Яков Пасынков)
- 1856 - Faust: Una storia in nove lettere (Фауст)
- 1858 - Asja (Aся)
- 1860 - Primo amore (Первая Любовь, Pervaja Ljubov')
- 1870 - Re Lear della steppa (Степной Король Лир, Stepnoj Korol' Lir)
- 1872 - Acque di primavera (Вешние Воды, Vešnie Vody)
- 1874 - Punin e Baburin (Пунин и Бабурин)
- 1875 - L'orologio (Часы, Časy)
- 1877 - Il racconto di padre Aleksej (Рассказ отца Алексея, Rasskaz otca Alekseja)
- 1881 - Il canto dell'amor trionfante (Песнь Торжествующей Любви, Pesn' Toržestvujušej Ljubvi)
- 1882 - Klara Milič (Клара Милич)

### Raccolte di racconti
- 1852 - Memorie di un cacciatore (Записки Охотника, Zapiski Ochotnika)
- 1895 - Novelle moscovite, Società Editrice Sonzogno, Milano 1895: Annoucha, L'ebreo, Petouchhkoff, Il cane, Il brigadiere, Isoria del luogotenente Yergounof, Apparizioni.

### Commedie
- 1849/1856 - Una colazione dal maresciallo della nobiltà (Завтрак у предводителя, Zavtrak u predvoditelja)
- 1850/1851 - Una conversazione sulla strada maestra (Разговор на большой дороге, Razgovor na bol'šoj doroge)
- 1846/1852 - Il gentiluomo povero (Безденежье, Bezdenež'e)
- 1851 - La provinciale (Провинциалка, Provincialka)
- 1857/1862 - Pane altrui (Нахлебник, Nachlebnik)
- 1855/1872 - Un mese in campagna (Месяц в деревне, Mesjac v derevne)[8]
- 1882 - Una sera a Sorrento (Вечер в Сорренто, Večer v Sorrento)